# Schreibverfahren
Als Schreibverfahren bezeichnet man ein Verfahren zum Schreiben von Daten auf einem Datenträger.

## Logisches Schreibverfahren
Ein logisches Schreibverfahren ist bei Datenträgern die Art der Kodierung, die vor dem physikalischen Schreiben auf den Datenträger durchgeführt wird. Übliche Schreibverfahren bei magnetischen Datenspeichern sind heute:
- Partial Response/Maximum Likelihood (PRML) und vermehrt
- Extended Partial Response/Maximum Likelihood (EPRML)

Früher waren Verfahren wie:
- digitale Frequenzmodulation (FM), (auch als Miller-Code bekannt)
- Modified Frequency Modulation (MFM),
- Group Coded Recording (GCR) und
- Run Length Limited (RLL) geläufig.

Heute wird nur noch MFM bei Disketten eingesetzt. Bei Optischen Datenträgern werden andere Schreibverfahren wie:
- Eight-to-Fourteen-Modulation (EFM) angewendet.

## Physische Schreibtechnik
Die physische Schreibtechnik ist der eigentliche physikalische Vorgang, einen Datenträger so zu modifizieren, dass später aus ihm wieder (dieselben) Daten gewonnen werden können.
Dazu gehören:
- Perpendicular Recording (Senkrechte Aufzeichnung)
- Longitudinal Recording (Längslaufende Aufzeichnung)
- Patterned-Media-Verfahren (Speicherung in isolierten magnetischen Inseln)
- Heat-assisted magnetic recording (HAMR)